# Cửa khẩu Nậm Cắn
Cửa khẩu Quốc tế Nậm Cắn là cửa khẩu quốc tế tại vùng đất làng Tiền Tiêu, xã Nậm Cắn, tỉnh Nghệ An, Việt Nam .
Cửa khẩu Quốc tế Nậm Cắn ở điểm cuối quốc lộ 7A, thông thương sang cửa khẩu Namkan  tại vùng đất bản Din Dan muang Nong Het tỉnh Xiengkhuang, CHDCND Lào .

## Đặc điểm
Đường lên Nậm Cắn và tới tỉnh lỵ Xiengkhuang là cung đường kỳ vĩ hiểm trở, và là một tuyến du lịch mạo hiểm với nhiều nét hoang sơ của thiên nhiên và con người . Nó cũng là đường cho chiếc xe chở hàng nông sản, gỗ từ Lào về Nghệ An, trong đó nhiều xe quá tải đã lẩn trốn trong các quán ăn, cây xăng, bìa rừng... nhằm tránh lực lượng chức năng kiểm tra .